# Bảo tàng Điêu khắc Chăm Đà Nẵng
Bảo tàng Điêu khắc Chăm Đà Nẵng là bảo tàng trưng bày hiện vật Chăm quy mô nhất ở Việt Nam, trực thuộc Bảo tàng Đà Nẵng.
Đây là bảo tàng do người Pháp xây dựng, chuyên sưu tập, cất giữ và trưng bày các di vật về nghệ thuật điêu khắc của vương quốc Chăm Pa tìm thấy ở các tháp, thành lũy Chăm tại các tỉnh duyên hải Nam Trung Bộ từ Hà Tĩnh tới Bình Thuận và các tỉnh Tây Nguyên.

## Lịch sử
Vào cuối thế kỷ 19, công sứ tỉnh Quảng Nam là Charles Lemire, người Pháp, đã tiến hành công tác khảo cổ các di tích văn hóa Chăm và đem các di vật tìm được về trưng bày tại Đà Nẵng. Sau đó, năm 1900, Trường Viễn Đông Bác cổ (École Française d'Extrême-Orient, EFEO) tiến hành khai quật khảo cổ ở quy mô lớn hơn. Từ đó, nảy sinh nhu cầu xây dựng một nhà bảo tàng tại Đà Nẵng cho các cổ vật Chăm. Năm 1902, Henri Parmentier của Trường Viễn Đông Bác cổ chính thức đề cử dự án kiến thiết rồi được hai kiến trúc sư người Pháp là Delaval và    Auclair thực hiện. Kết quả dự án là một tòa nhà được xây dựng, có một số nét kiến trúc Chăm.

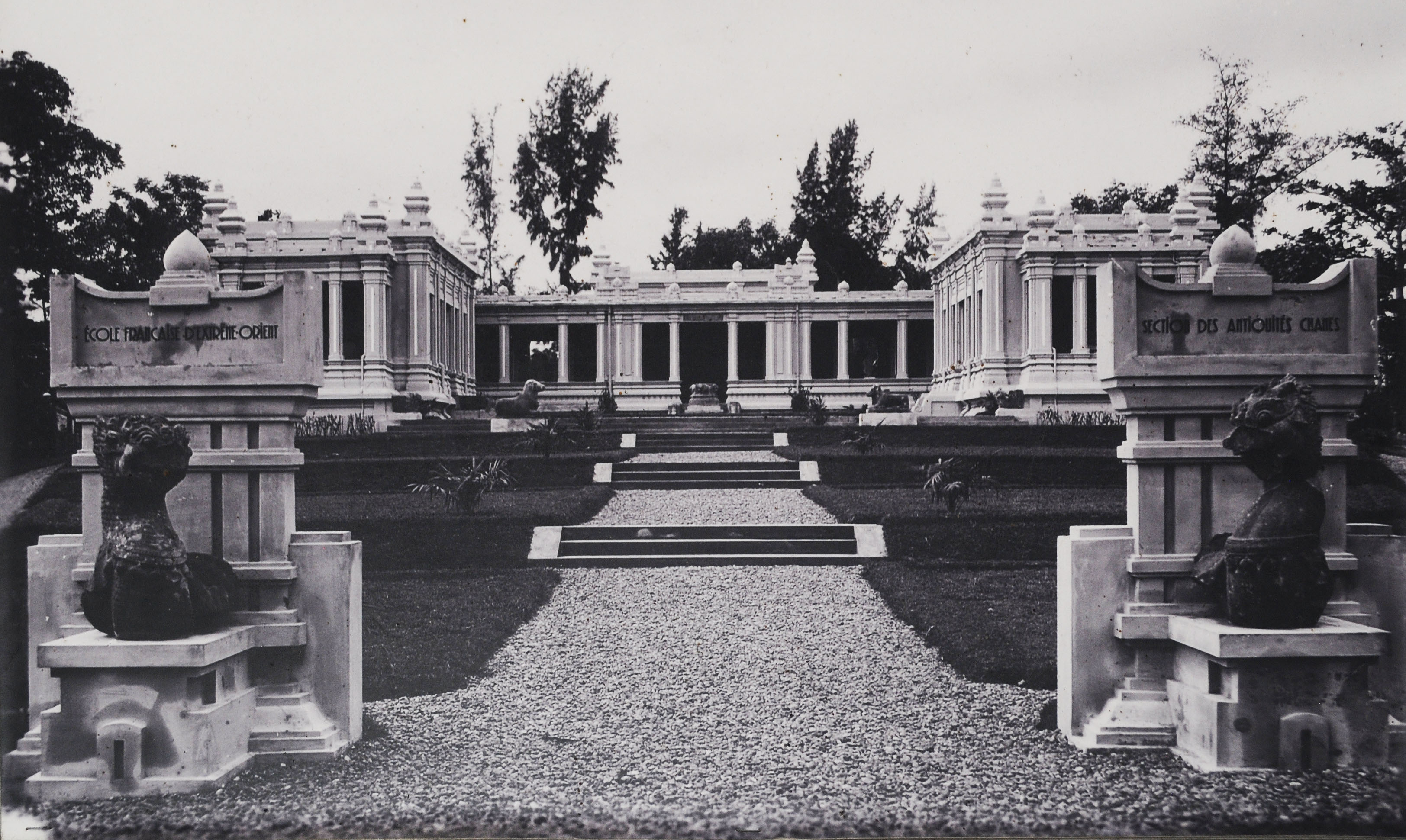
Bảo tàng Chàm tại Đà Nẵng của EFEO đầu thế kỷ 20

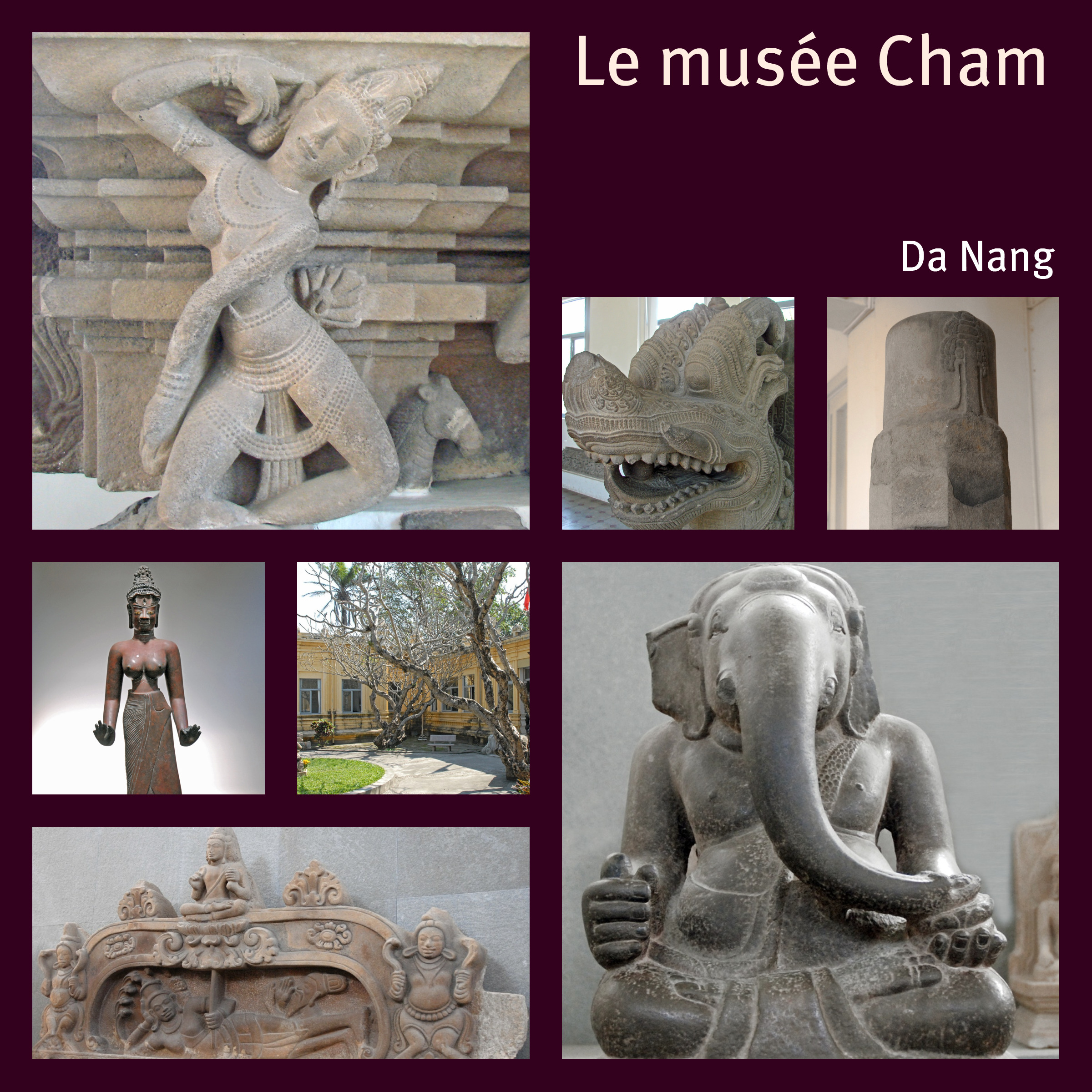

Công trình mà hiện nay là Bảo tàng Chăm được Trường Viễn Đông Bác cổ cho khởi công xây dựng năm 1915, đến năm 1919 thì hoàn tất và khánh thành với 160 cổ vật điêu khắc. Bộ sưu tập nguyên thủy là do nhà khảo cổ Henri Parmentier thu thập từ thế kỷ 19 được bổ túc thêm bằng những phát hiện sau. Năm 1927 kiến trúc sư J. Y. Claeys thuộc trường Viễn Đông Bác cổ đề xướng khuếch trương nhà bảo tàng nhưng dự án trì trệ đến năm 1936 mới hoàn tất. Ngày 11 tháng 3, nhân việc tái khánh thành viện bảo tàng có sự hiện diện của Parmentier, Viện Bác cổ vinh danh ông bằng cách đổi tên Viện Bảo tàng Chàm thành Musée Henri Parmentier. Diện tích mới đã được dùng để thu nhận thêm bộ sưu tập cổ vật khai quật ở Trà Kiệu và Tháp Mẫm ở Bình Định.
Năm 1946 khi chiến tranh Pháp-Việt lan rộng thì Viện Bảo tàng Chàm bị cướp phá. Thư khố và nhiều cổ vật bị trộm. Đến năm 1948 thì thu thập lại được 150 món, có thứ lưu lạc sang tận bên Lào.
Dưới thời Việt Nam Cộng hòa cơ sở này mang tên Viện Bảo tàng Chàm. Vào thập niên 1950 và 1960, kiến trúc sư Nguyễn Bá Lăng thuộc Viện Khảo cổ cho nới rộng diện tích các sảnh trưng bày một cách hài hòa, bắt nhịp với phần kiến trúc nguyên thủy. Nguyễn Xuân Đồng, người từng làm việc với Parmentier, được bổ nhiệm làm giám đốc. Năm 1972 thì Nguyễn Khôn Liêu đảm nhiệm.
Trong thời gian Chiến tranh Việt Nam, qua sự vận động của Viện Bảo tàng Guimet bên Pháp, Viện Bảo tàng Chàm được canh giữ cẩn thận, luôn có lính canh gác thường trực nên không bị thiệt hại.
Sau năm 1975 chính quyền mới tiếp thu và đến cuối thập niên 1980 thì bị kẻ gian đột nhập lấy mất một số cổ vật.
Hơn 40 năm sau, năm 2002, một tòa nhà 2 tầng với khoảng 2.000 m² diện tích trưng bày và khoảng 500 m² diện tích kho được xây dựng thêm ở phía sau.

## Địa điểm hoặc bố trí
Tọa lạc giữa 54 ngã tư trung tâm thành phố Đà Nẵng ở số 2, đường 2 tháng 9, quận Hải Châu, Đà Nẵng, đối diện với Trung tâm truyền hình Việt Nam tại thành phố Đà Nẵng, Bảo tàng Nghệ thuật điêu khắc Chăm Đà Nẵng có tổng diện tích 6.673 m², trong đó phần diện tích trưng bày là 2.000 m².
Hình dáng mặt tiền nhà bảo tàng mô phỏng theo kiến trúc Gothique, hài hòa với không gian xung quanh, là một điểm tham quan cho du khách khi đến thăm Đà Nẵng. Bảo tàng mở cửa đón khách tham quan bảy ngày trong tuần.
Trước đây có dự án cầu Rồng gây tranh cãi vì nếu được xây dựng thì Bảo tàng Chăm sẽ nằm dưới gầm cây cầu này, tuy nhiên chính quyền TP. Đà Nẵng và công ty tư vấn thiết kế đã đưa cốt cao độ đầu cầu bờ Tây sông Hàn xuống bằng 0, tức là ngang với mặt đường, hoàn toàn không phá hoại cảnh quan hiện tại của khu vực này, đặc biệt là bảo tàng.

## Hiện vật trưng bày

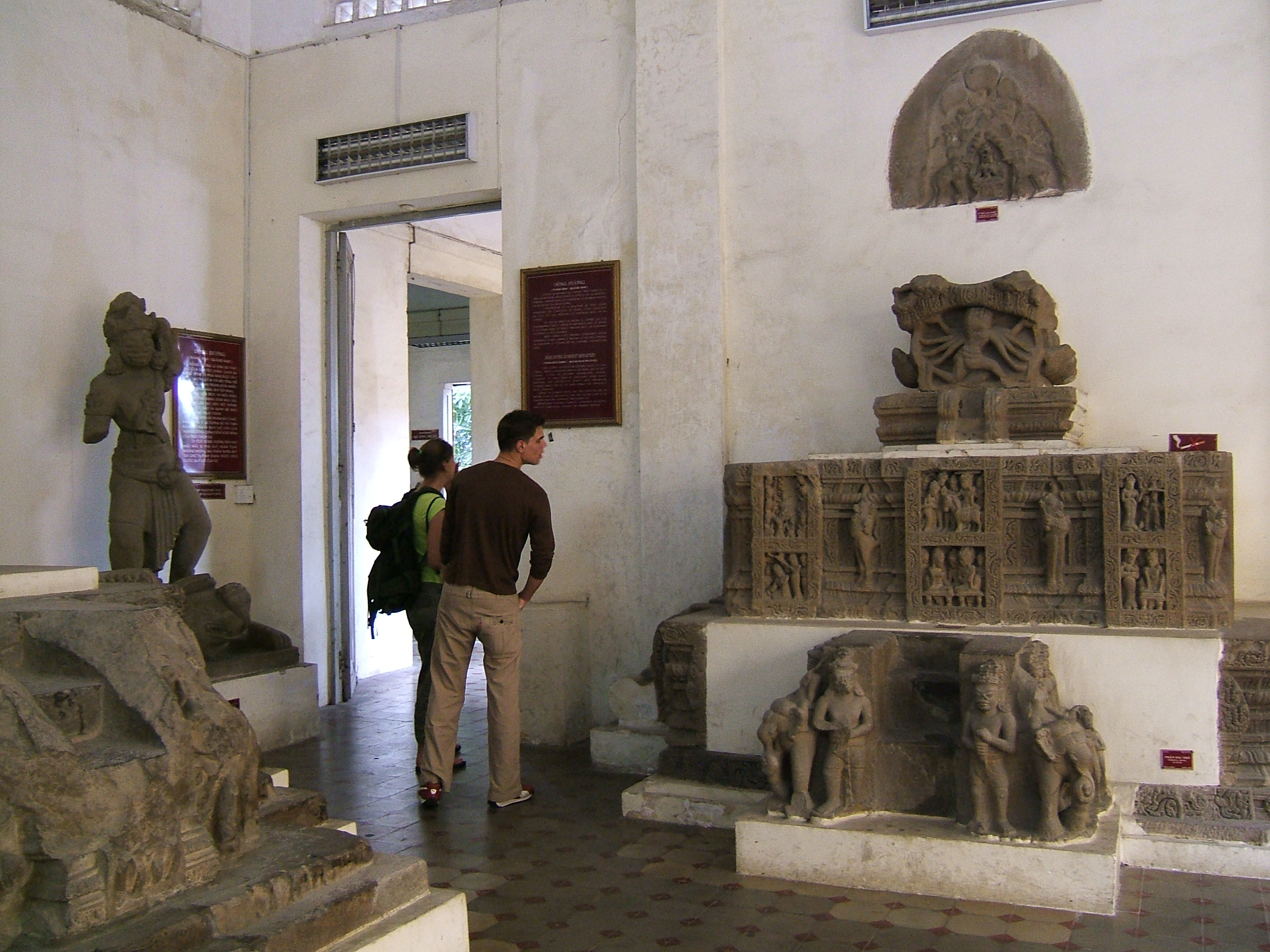
Một số hiện vật trưng bày trong Bảo tàng Nghệ thuật điêu khắc Chăm

Tổng số hiện vật nghệ thuật trưng bày tại bảo tàng lên tới khoảng 500 món và được phân chia theo các gian phòng tương ứng với các khu vực địa lý nơi chúng được phát hiện gồm phòng Mỹ Sơn, Trà Kiệu, Đồng Dương, Tháp Mẫm và các hành lang Quảng Trị, Quảng Nam, Quảng Ngãi, Đà Nẵng ,Kon Tum, Quảng Bình và Bình Định.

## Hình ảnh

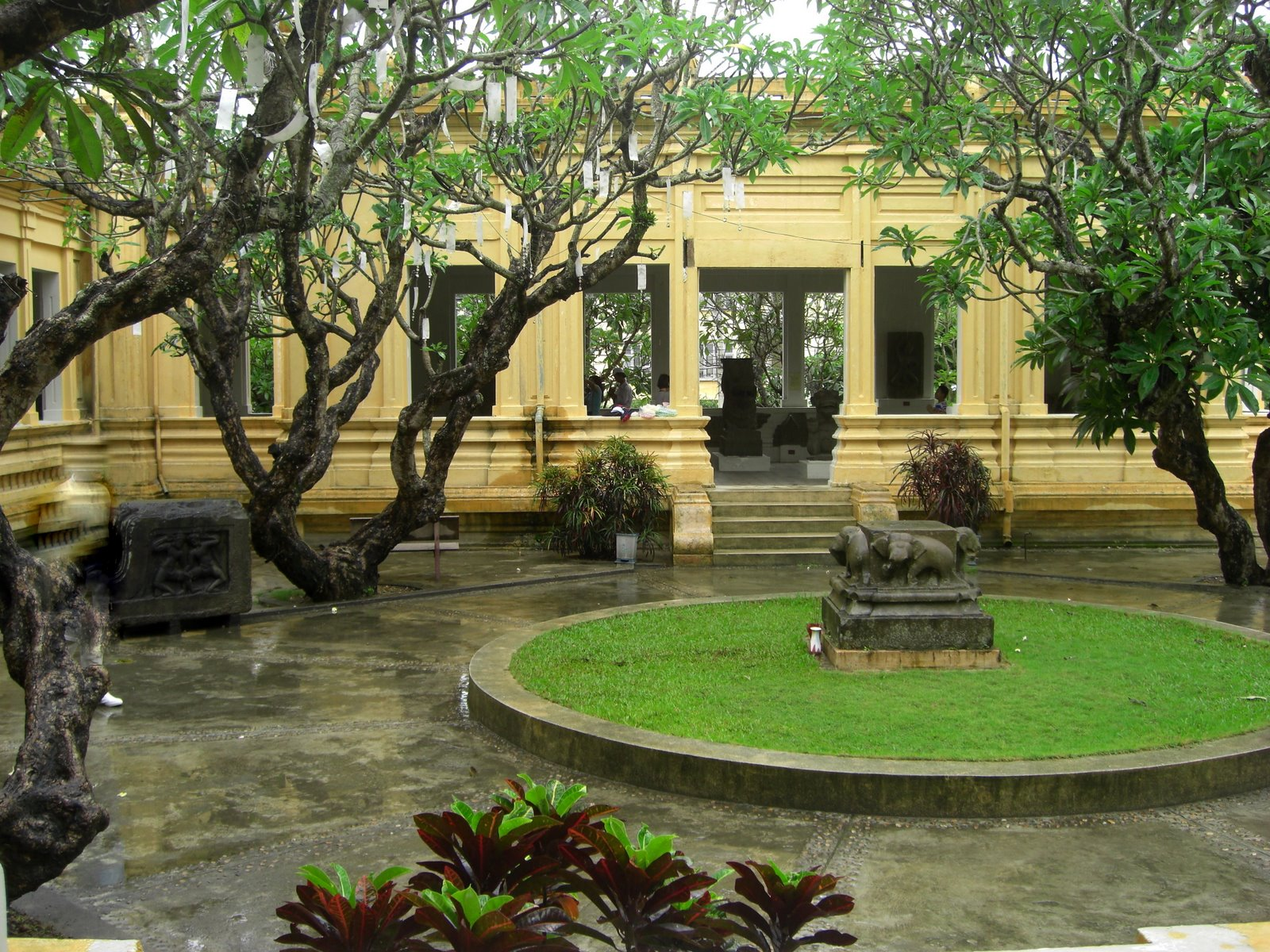
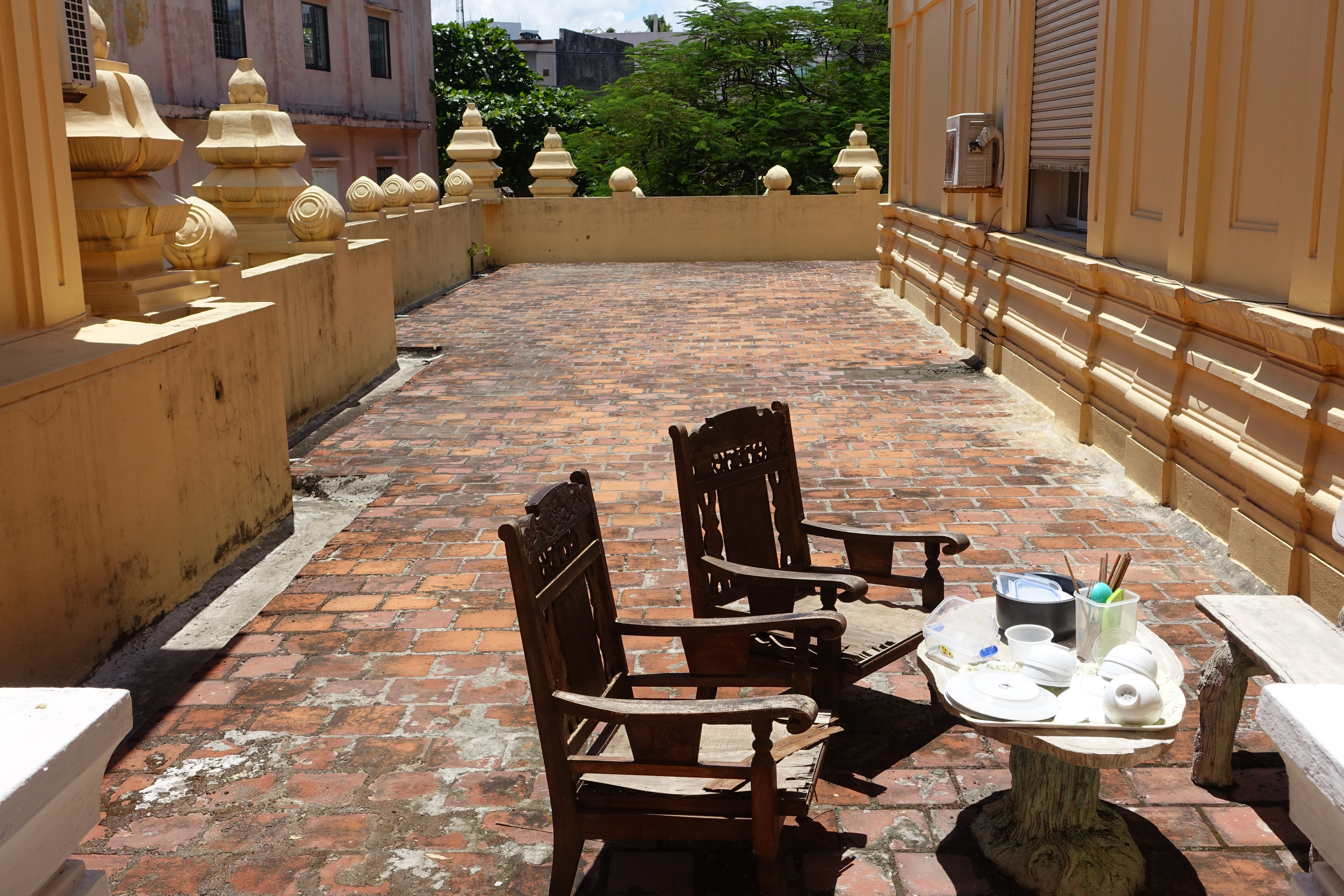
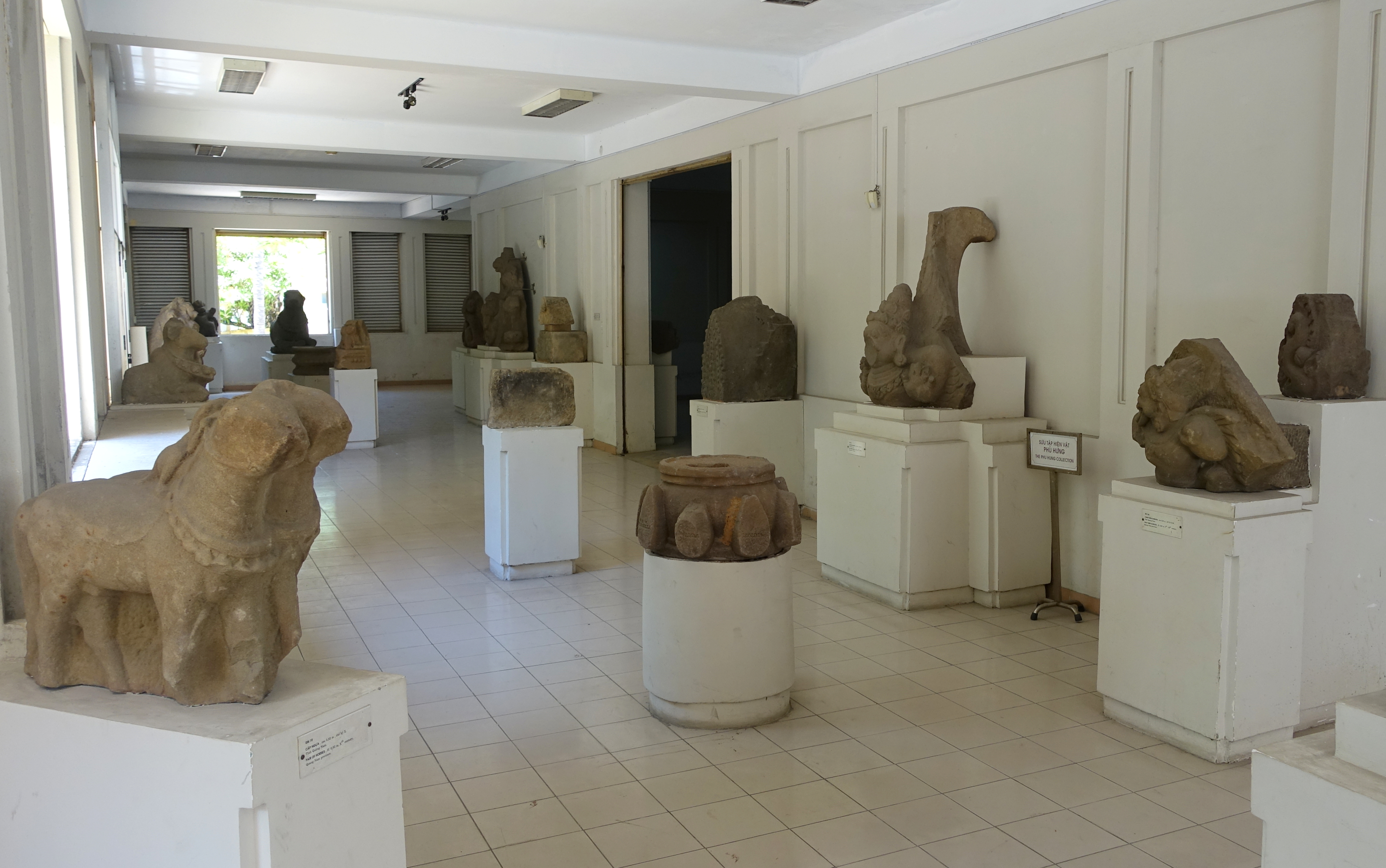
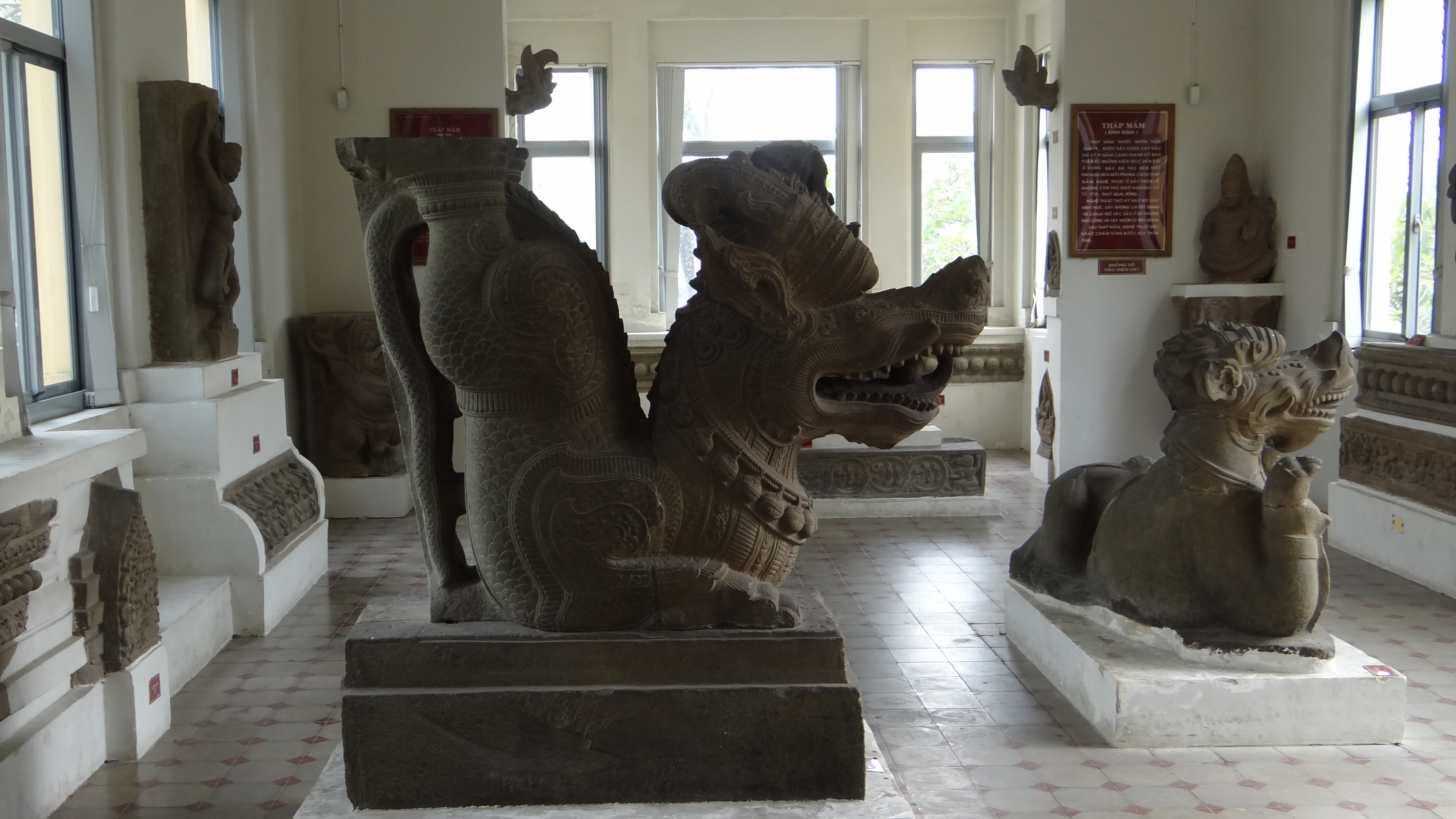
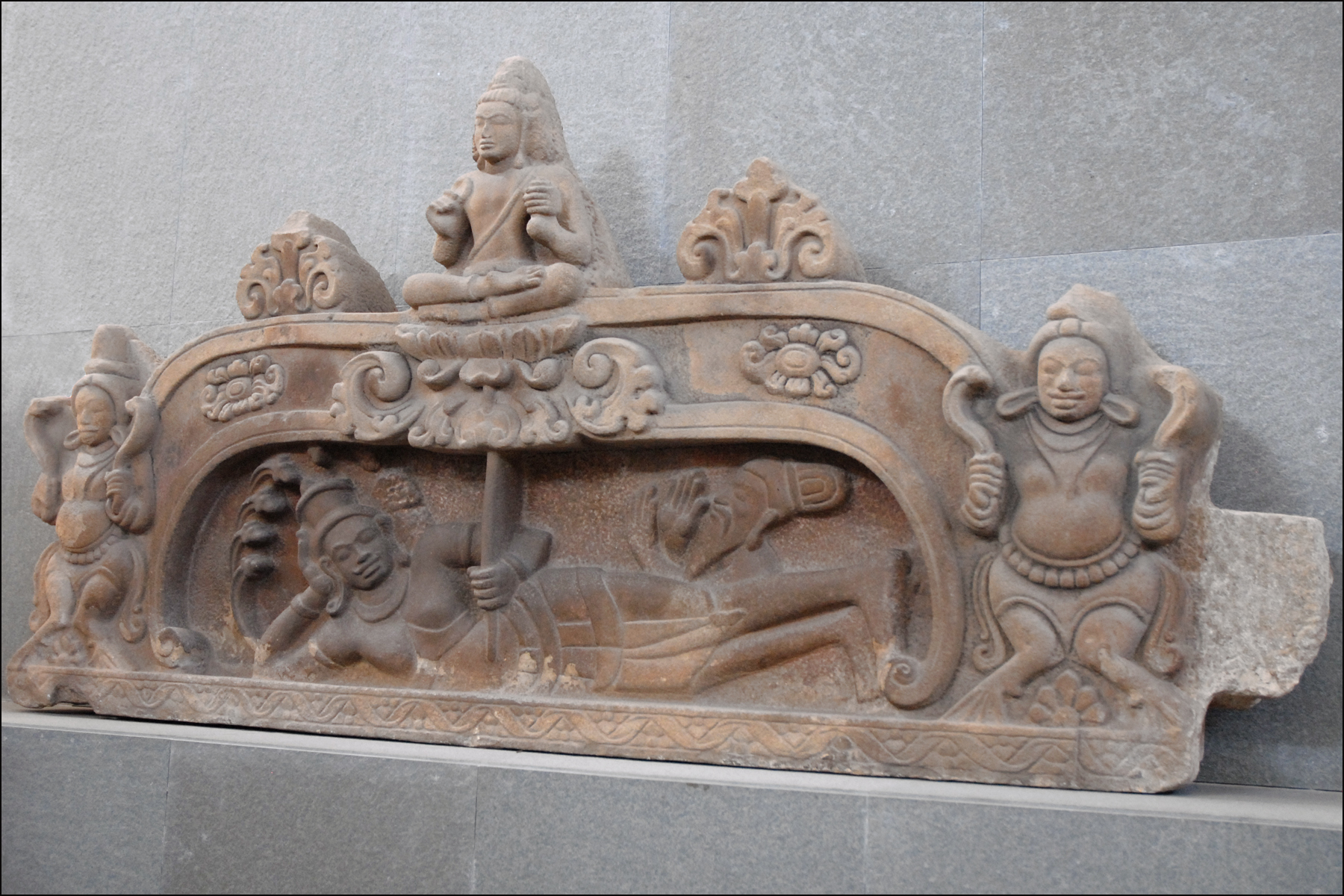
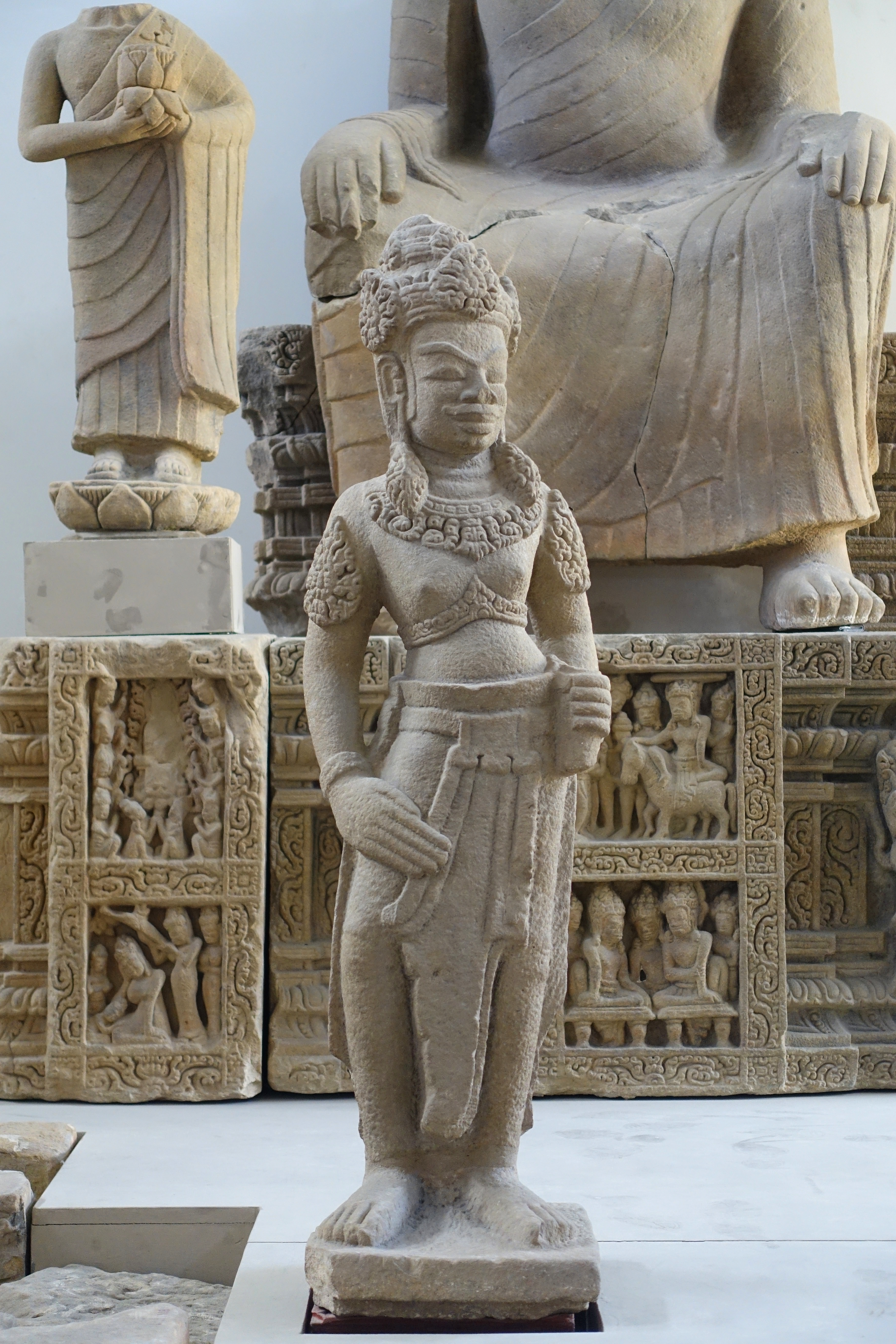
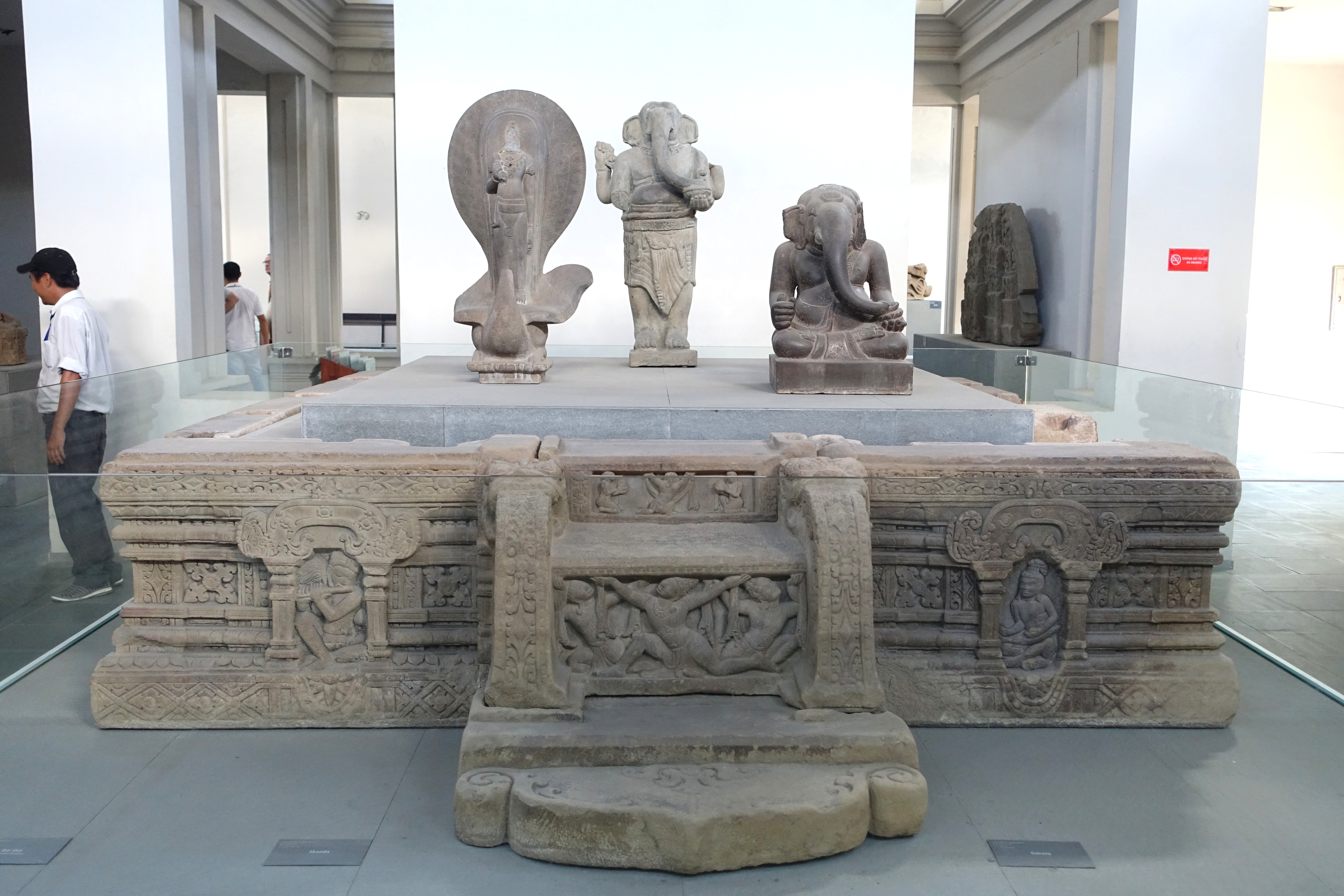
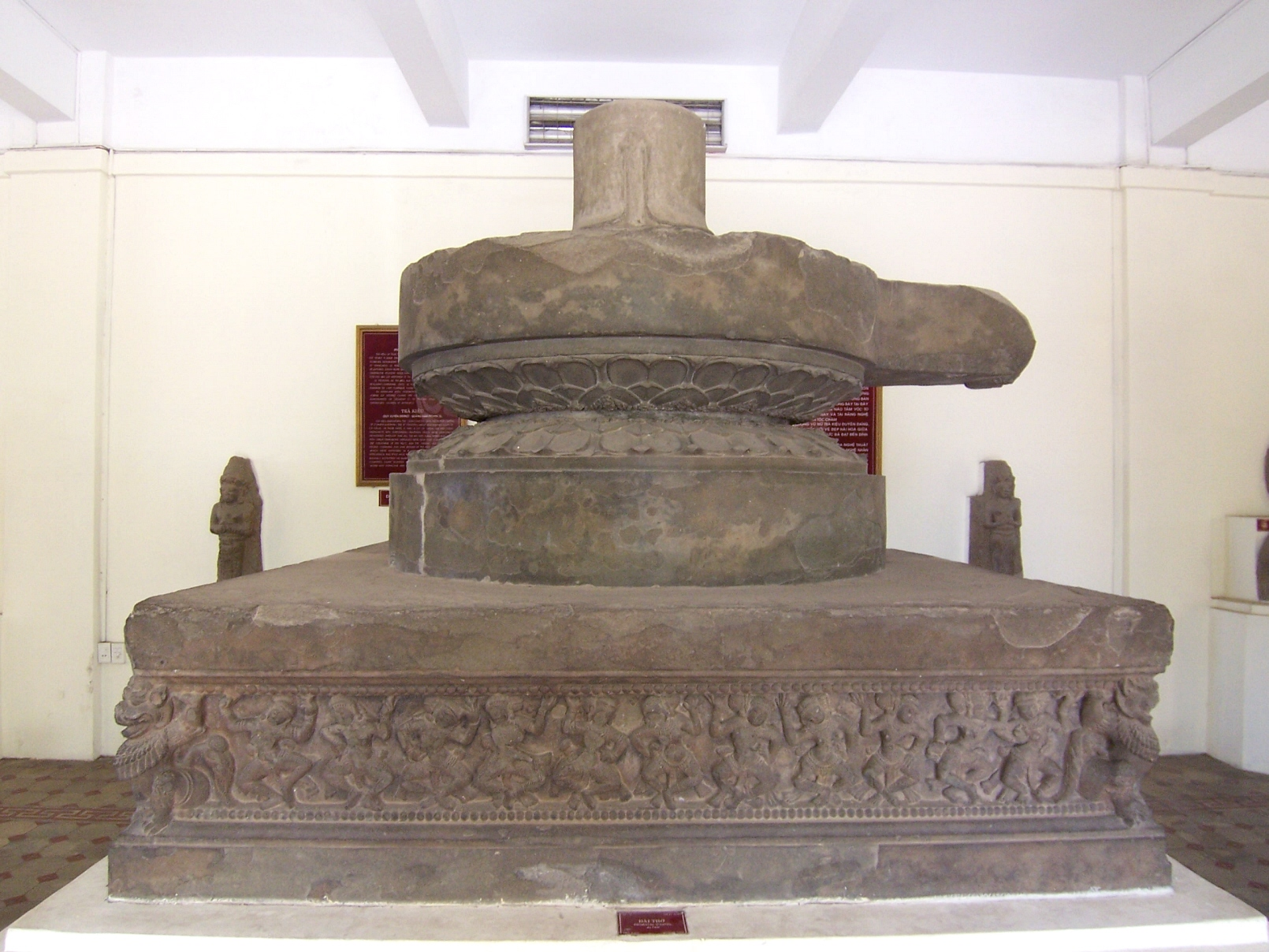
Shiva lingam
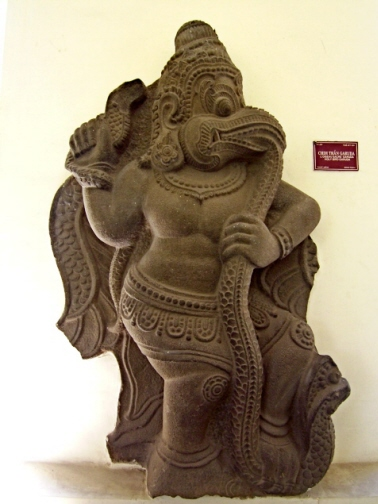
Tượng Garuda, thế kỷ 13